# Романовка (Мозырский район)
Романовка (бел. Раманаўка) — деревня в Слободском сельсовете Мозырского района Гомельской области Республики Беларусь.

## География

### Расположение
В 26 км на юго-запад от Мозыря, 18 км от железнодорожной станции Козенки (на линии Калинковичи — Овруч), в 159 км от Гомеля.

## Транспортная сеть
Транспортные связи по просёлочной, затем автодороге Мозырь — Лельчицы. Планировка состоит из прямолинейной улицы, ориентированной с юго-запада на северо-восток, к которой на севере присоединяется короткая искривлённая улица. Застройка двусторонняя, усадебного типа. В 1987 году построены кирпичные дома на 50 семей, в которых разместились переселенцы из загрязнённых радиацией мест после катастрофы на Чернобыльской АЭС 1986 года, преимущественно из деревни Дворище Наровлянского района.

## История
В деревне в 1962 году найден монетный клад 1-й четверти XIX века. Письменные источники сообщают про существование деревни с XVIII века в Мозырском повете Минского воеводства Великого княжества Литовского. После 2-го раздела Речи Посполитой (1793 год) в составе Российской империи. Согласно переписи 1897 года действовали часовня, хлебозапасный магазин. В 1907 году построено школьное здание и начала работу школа. В 1908 году в Мелешковичской волости.
В 1930 году организован колхоз «Красная Романовка». Действовала начальная школа (в 1935 году 89 учеников). Во время Великой Отечественной войны в деревне и окружающих лесах дислоцировалась Мозырская партизанская бригада имени Александра Невского. В июне 1942 года оккупанты полностью сожгли деревню и убили 23 жителей. Освобождена 10 января 1944 года. 49 жителей погибли на фронте. Согласно переписи 1959 года центр колхоза имени Н. К. Крупской. Работали 9-летняя школа, клуб, библиотека, фельдшерско-акушерский пункт, детский сад, отделение связи, магазин, Музей партизанской славы.

## Население

### Численность
- 2004 год — 155 хозяйств, 335 жителей

### Динамика
- 1795 год — 26 дворов
- 1816 год — 84 жителя
- 1897 год — 58 дворов, 366 жителей (согласно переписи)
- 1908 год — 75 дворов, 430 жителей
- 1917 год — 535 жителей
- 1925 год — 104 двора
- 1959 год — 607 жителей (согласно переписи)
- 2004 год — 155 хозяйств, 335 жителей

## Культура
- Музей партизанской славы — филиал государственного учреждения культуры «Мозырский объединённый краеведческий музей»[1].

## События и мероприятия
В феврале 2021 года на территории Музея партизанской славы состоялась военно-историческая реконструкция «Партизаны Полесья».